# ともだち (南沙織の曲)
『ともだち』は南沙織通算3枚目のシングル。1972年2月1日発売。発売元はCBS・ソニー。

## 解説
1972年、最初のシングルとして発売された楽曲。当時ホテル暮らしだった南が「まだ親しいともだちができないの」とまわりのスタッフに話していたことが、本楽曲制作の背景にあった。このように、何気ない会話をヒントに有馬三恵子が歌詞を作成し、歌い手と楽曲の成長をリンクさせていったと音楽プロデューサー・酒井政利がコメントした。
黄色い衣装を着たレコード・ジャケットの別カット写真は、後年発売されたベスト・アルバムのジャケット等で再利用されている。2002年6月19日に発売されたコンセプト・ベスト『GOLDEN☆BEST 南沙織 筒美京平を歌う』（2002.6.19）の他、「篠山シンシア」として監修を務めた歌手デビュー35周年記念商品CD-BOX『Cynthia Premium』の広告用写真にも使用された。

## 収録曲
- 両楽曲とも、作詞：有馬三恵子、作曲・編曲：筒美京平

1. ともだち（3:10）
2. いつか逢うひと（2:48）

## 収録作品（LP・CD）
- ともだち

純潔／ともだち
ギフトパック 南沙織 -1972年版-
ギフトパック 南沙織 -1973年版-
南沙織デラックス
Best of Best 南沙織のすべて
シンシア・ラブ
シンシア・メモリー
THE BEST / 南沙織 -1978年11月版-
THE BEST / 南沙織 -1979年11月版-
南沙織のすべて
南沙織ベスト・コレクション
南沙織ベスト Recall 〜28 SINGLES SAORI + 1〜
Cynthia Memories
Cynthia Best 〜 Eternity
GOLDEN J-POP/THE BEST 南沙織
CYNTHIA ANTHOLOGY
DREAM PRICE 1000 南沙織 17才
GOLDEN☆BEST 南沙織 筒美京平を歌う
南沙織 THE BEST 〜 Cynthia-ly
ドーナツ盤型12cmCDコレクション
Cynthia Premium
南沙織 スーパー・ベスト
南沙織 BEST OF BEST
GOLDEN☆BEST 南沙織 コンプリート・シングルコレクション
南沙織 スーパー・ヒット
南沙織 ベスト・ヒット
ゴールデン☆アイドル 南沙織
CYNTHIA ALIVE
- ともだち -New Vocal-

20才まえ
Cynthia Premium
- ともだち (ノンストップmix Ver.)

TSU-TSU MIX 南沙織
- ともだち -Live（メドレー）-

CYNTHIA IN CONCERT
CYNTHIA ANTHOLOGY
- いつか逢うひと

Cynthia Memories
GOLDEN J-POP/THE BEST 南沙織
CYNTHIA ANTHOLOGY
GOLDEN☆BEST 南沙織 筒美京平を歌う
ドーナツ盤型12cmCDコレクション
Cynthia Premium
ゴールデン☆アイドル 南沙織

## カヴァー
- 楽天使[5] - アルバム『楽天使』（1990.1.1）で「ともだち」をカヴァー。